# ستارهوك
ستارهوك (بالإنجليزية: Starhawk)‏، (اسمها عند الولادة: ميريام سيموس، وُلدت في 17 يونيو في عام 1951): هي كاتبة ومدرسة وناشطة أمريكية الجنسية. اشتهرت ستارهوك بصفتها عالمة نظرية في مجال الوثنية الجديدة النسوية بالإضافة إلى النسوية البيئية. تعمل ستارهوك بصفتها محررة عمود في موقع بيليفنت.كوم (Beliefnet.com) ومنتدى أون فايث الديني الإلكتروني التابع لمجلتي نيوزويك/واشنطن بوست. اعتُبر كتابها الرقصة الحلزونية (1979) أحد مصادر الإلهام الرئيسية وراء حركة الإلهة. أُدرج اسمها في قائمة واتكينز التابعة لمجلة مايند بادي سبيريت باعتبارها واحدةً من أكثر 100 شخص حي مؤثر روحانيًا.

## الرقصة الحلزونية
عادت ستارهوك إلى كاليفورنيا بعد سنوات من تخرجها من جامعة كاليفورنيا (لوس أنجلوس)، وذلك بعد أن باءت محاولاتها بأن تصبح كاتبةً روائيةً في نيويورك بالفشل. أصبحت ستارهوك ناشطةً في مجتمع الوثنية الجديدة في منطقة خليج سان فرانسيسكو، إذ تدربت مع مؤسس تقليد فيري السحري فيكتور أندرسون والانفصالية النسوية جوجانا بودابست التي كانت إحدى المشاركات في تقليد ويكا دايانية.
ألفت ستارهوك كتابًا حول دين الإلهة تحت عنوان الرقصة الحلزونية، لكنها لم تتمكن من نشره في بادئ الأمر على الرغم من إنهائها له في عام 1977. أدرجت العالمة الدينية النسوية كارول باتريس كريست مقالًا حول السحر وحركة الإلهة في مجموعة ارتقاء روح المرأة (1979). ربطت كريست بين ستارهوك وأحد المحررين في دار هاربر وراو للنشر، الذي نشر كتابها في نهاية المطاف.
نُشر الكتاب للمرة الأولى في عام 1979، وحمل عنوان الرقصة الحلزونية: الولادة الجديدة لدين الإلهة العظمى القديم، ليصبح هذا الكتاب الأكثر مبيعًا بين قائمة الكتب المتمحورة حول عقيدة الوثنية الجديدة وممارساتها. نُشرت طبعة أخرى من الكتاب في الذكرى العاشرة لإصداره في عام 1989، وتلتها طبعة أخرى في الذكرى العشرين في عام 1999. بقي النص الأصلي لكتاب الرقصة الحلزونية كما هو في هذه الإصدارات، وذلك على الرغم من توسيعه من خلال المقدمات والتعليقات بالدرجة الأولى، إذ عكست هذه الإضافات جذور الكتاب والطقوس المذكورة فيه بالإضافة إلى تطور معتقدات المؤلفة وممارساتها. أصبح كتاب الرقصة الحلزونية مرجعًا كلاسيكيًا في ديانة الويكا، والسحر الحديث، والنسوية الروحانية، وحركة الإلهة، والنسوية البيئية. يتميز هذا الكتاب بطابعه الصوفي الاستشرافي، وبـ «فلسفته الشاملة للتناغم مع الطبيعة»، وبلمسة من الوعي المنتشي.

## معتقداتها
تؤمن ستارهوك أن الأرض كيان حي، وأن النشاطية القائمة على الدين قادرة على إعادة ربط الإنسان باحتياجاته البشرية الأساسية. تفترض ستارهوك أن كل من القيم الدينية للمجتمع والتضحية بالنفس على قدر من الأهمية فيما يتعلق بالحركات الوثنية البيئية وحركة العدالة البيئية الأوسع نطاقًا.
تدعو ستارهوك إلى الجمع بين قضايا العدالة الاجتماعية من جهة والروحانية القائمة على الطبيعة من جهة أخرى، الأمر الذي يمكن تحقيقه من خلال قضاء بعض الوقت في العالم الطبيعي، إذ تقول إن القيام بذلك «...يفتح المجال أمام فهم أعمق وأكثر دقة، حيث ستجد أن العالم الطبيعي يتحدث إليك». 
تتجذر نشاطية ستارهوك بعمق في الفلسفة المناهضة للحرب، إذ تعتقد أنه يمكن للحرب أن تعلم الفرد رؤية الناس المختلفين عنه من الناحية الثقافية بصفتهم أشخاصًا غير إنسانيين وخطرين. كتبت ستارهوك مرارًا وتكرارًا حول قضية النشاطية، وقدمت المشورة للناشطين المنظمين، وحققت في قضية الامتيازات الممنوحة للبيض في المجتمعات المتطرفة. دعت ستارهوك إلى مناهضة الاستبداد من جوانب عدّة، بما في ذلك الروحانية والوعي البيئي والتحرر الجنسي والجنساني.

## النسوية
ترتبط معتقدات ستارهوك النسوية والروحانية مع بعضهما البعض بشكل وثيق. تربط أفكارها النسوية البيئية بين الطبيعة الأم الواهبة للحياة والنساء الواهبات للحياة من خلال الولادة، فضلًا عن ربطها بين الدمار البيئي والاستبداد الأبوي في ظل الأنظمة الاقتصادية السياسية الغربية التي يهيمن عليها الذكور.
تدعو ستارهوك إلى إعادة الصياغة المفاهمية للطريقة التي نفهم من خلالها السلطة، فهي تعتقد بأن هذه الطريقة مختلفة عما تزعم بأنه فهمنا التقليدي لـ «التسلط على» الآخرين. تؤمن ستارهوك بأن الأنظمة الاستبدادية الأبوية ستتلاشى ليحل محلها البنى الأكثر مساواتية التي كانت موجودة في الوقت الذي تمكنت خلاله النساء من تبوؤ مناصب ذات سلطة، بما في ذلك عملهن بصفتهن كاهنات وشاعرات ومعالجات ومغنيات وعرافات. تزعم ستارهوك أن مثل هذه السلالات الأمومية قد مُحيت من التاريخ بسبب «تداعياتها السياسية».

## روابط خارجية
- ستارهوك على موقع ديسكوغز (الإنجليزية)